# Relações exteriores de Artsaque

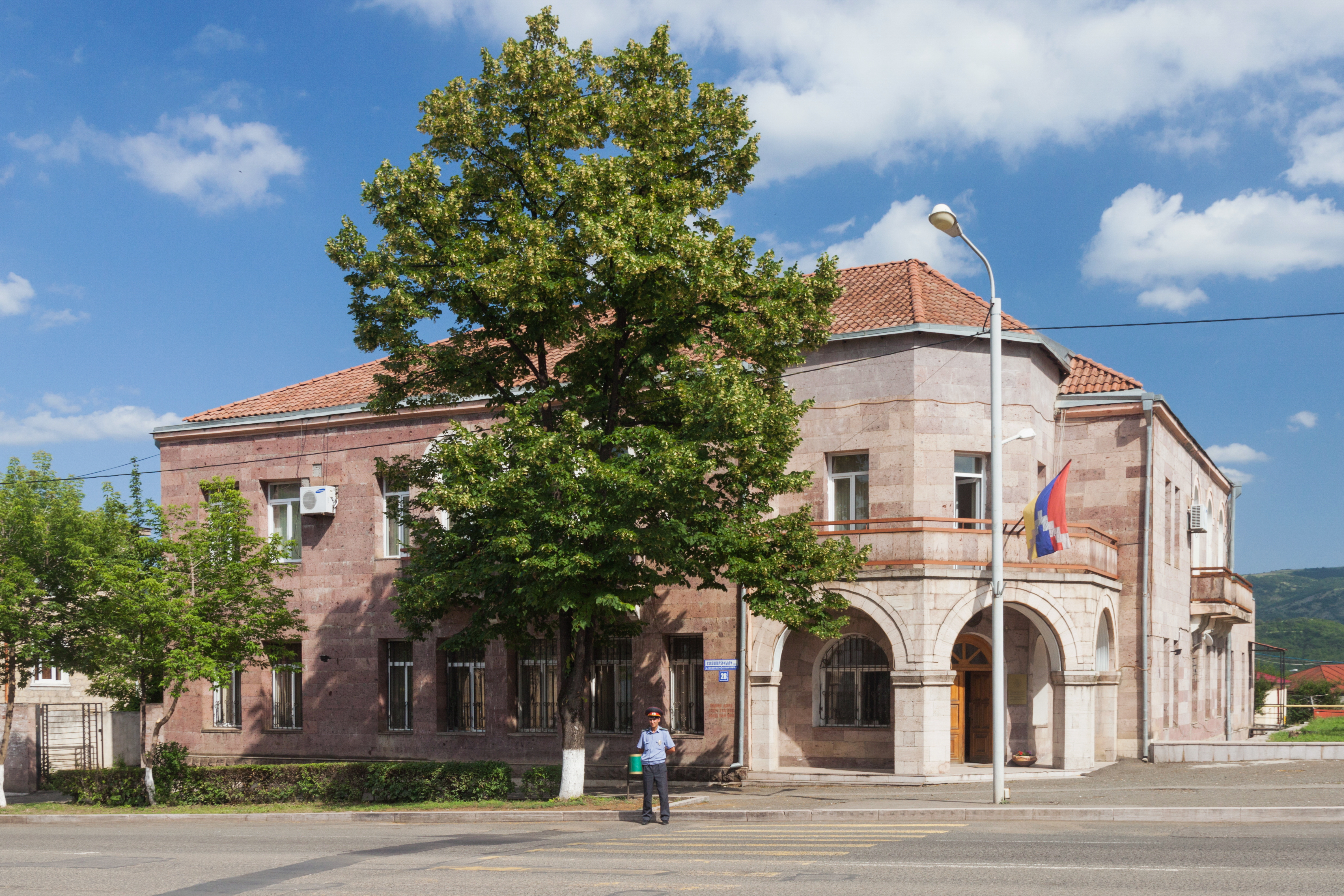
Sede do Ministério das Relações Exteriores de Artsaque, em Estepanaquerte

A República de Artsaque era um Estado com um reconhecimento limitado na região do Cáucaso do Sul. Artsaque controlava a maior parte do território do antigo Oblast Autônomo de Nagorno-Karabakh e algumas áreas circundantes. É reconhecido por apenas três outros Estados não membros da ONU, Abecásia, Ossétia do Sul e Transnístria. O resto da comunidade internacional reconhece Artsaque como parte do Azerbaijão. Suas relações exteriores podem ser descritas como mais um meio para assegurar reconhecimento formal para o Estado a fim de permitir que relações exteriores floresçam. O Ministério do Exterior de Artsaque está localizado em Stepanakert e seu ministro é Georgy Petrosian.

## Escritórios de representação
Artsaque mantem vários escritórios de representação no exterior:
- Armênia (Erevan);[7]
- Austrália (Sydney);[6]
- França (Paris);[6]
- Alemanha (Berlim);[8]
- Líbano ( Beirute);
  - Também responsável pelo resto do Médio Oriente.[6]
- Rússia (Moscou);[6]
- Estados Unidos (Washington, DC).[9]
  - Também credenciado no Canadá.[6]